# Svartegöl (Vissefjärda socken, Småland)
Svartegöl är en sjö i Emmaboda kommun i Småland och ingår i Lyckebyåns huvudavrinningsområde.